# Judith Tarus
Judith Tarus (ur. 26 czerwca 1986) – kenijska siatkarka, grająca jako libero. Obecnie występuje w drużynie Kenya Prisons.